# FC Porto (szachy)
FC Porto – portugalski klub szachowy z siedzibą w Porto.

## Historia
Szachowa sekcja FC Porto została założona przez Afonso Pinto de Magalhãesa w 1967 roku. W 1968 roku zespół zdobył wicemistrzostwo Portugalii, kończąc rozgrywki za CDUL. W 1975 roku Porto ponownie zajęło drugie miejsce w rozgrywkach, za Sportingiem CP. W sezonie 1975/1976 klub był trzeci, za Sportingiem i GX Alekhine.